# Internationale luchthaven Ahmed Sekou Touré
Internationale luchthaven Ahmed Sekou Touré (IATA: CKY, ICAO: GUCY), ook bekend als Luchthaven Gbessia Internationaal of Luchthaven Conakry Internationaal, is een luchthaven in Conakry, de hoofdstad van Guinee in West Afrika. De luchthaven is verdeeld in binnenlandse en internationale terminals. Een aantal West-Afrikaanse, Noord-Afrikaanse en Europese luchtvaartmaatschappijen bedienen Conakry. De luchthaven is groot genoeg om een Boeing 747 te verwerken en is 24 uur per dag open.
Door de scan machines, worden tegenwoordig vele koffers gecontroleerd. Op de luchthaven in het Franstalige land spreken slechts een paar mensen Engels.
In 2008 is men begonnen met het moderniseren van de luchthaven om per jaar 1 miljoen passagiers te kunnen verwelkomen. Tot nog toe zijn dat er 300.000 per jaar.

## Luchtvaartmaatschappijen en bestemmingen
- Air France -  Parijs-Charles de Gaulle
- Air Ivoire - Abidjan, Libreville
- Air Mali - Bamako
- Benin Golf Air - Abidjan, Bamako, Cotonou, Dakar
- Brussels Airlines - Brussel
- Elysian Airlines - Banjul, Freetown, Monrovia
- Royal Air Maroc - Banjul, Casablanca
- Sénégal Airlines - Dakar
- Tap Portugal - Aeroporto de Lisboa, (Vanaf 3 Juli)